# По ту сторону двери (фильм, 1982)
«По ту сторону двери» (итал. Oltre la porta, в американском прокате известен как Beyond the Door) — фильм-драма итальянского режиссёра Лилианы Кавани.

## Сюжет
Действие картины происходит в Марокко и в Италии. Энрико осуждён за убийство женщины и отбывает срок в тюрьме в Марракеше. Энрико навещает его падчерица Нина, которой разрешают семейные свидания и она связана с ним любовными отношениями. Мать Нины покончила жизнь самоубийством, узнав о позорной связи. Нину устраивает положение вещей и она никого больше не допускает до свиданий с Энрико. Даже свою бабушку, приехавшую в Марокко, чтобы оправдать Энрико, так как она знает, что тот не виновен. Для того, чтобы заработать на жизнь, Нина устраивает сексуальные и наркотические оргии для состоятельных клиентов. Одним из них стал богатый американец Мэттью, влюбившийся в Нину. Мэттью устраивает свидание бабушки и Энрико.
Мэттью и Нина возвращаются в Италию и вскоре женятся. В Италию вскоре возвращается и освободившийся Энрико. Нина мучается из-за выбора между двумя мужчинами и, в конце концов, остаётся с Энрико.

## В ролях
- Марчелло Мастроянни — Энрико Сомми
- Элеонора Джорджи — Нина
- Том Беренджер — Мэттью Джексон
- Мишель Пикколи — мистер Мутти
- Мария София Амендолеа — секретарь
- Марсия Бриско — подруга Нины
- Сесили Браун — бабушка Нины
- Хадиджа Лахнина — сестра Хассана
- Леандро Маркочио — Ира
- Атик Мохаммед — автомобилист

## Награды и номинации
- фильм участник конкурсного показа Венецианского кинофестиваля (1982)
- приз кинофестиваля в Сан-Себастьяне «Segno d’argento» (1983)[1]